# West Alexandria
West Alexandria – wieś w Stanach Zjednoczonych, w stanie Ohio, w hrabstwie Preble.